# Autorità di bacino regionale Destra Sele

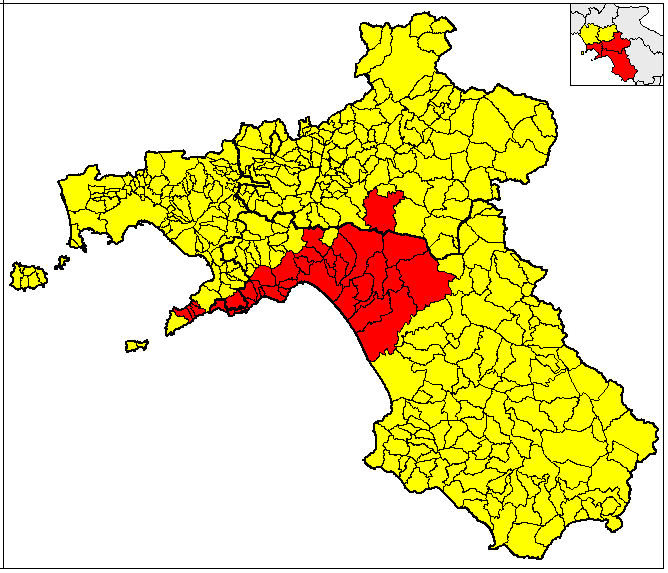
Mappa dei comuni interessati

L'Autorità di bacino regionale Destra Sele è una delle Autorità della Regione Campania che operava nel settore della difesa del suolo. Istituita con L.R. n. 8 del 14/02/94 era un ente pubblico economico che gestiva i bacini idrografici dell'area amalfitana e quelli della piana alluvionale salernitana posta in destra idrografica del bacino del fiume Sele.
Il territorio in cui operava l'ente comprendeva parte dei seguenti comuni appartenenti alle aree di Avellino, Salerno e di Napoli:
- Acerno, Agerola, Amalfi, Atrani, Bagnoli Irpino, Baronissi, Battipaglia, Bellizzi, Campagna, Castiglione del Genovesi, Cava de'Tirreni, Cetara, Conca dei Marini, Eboli, Fisciano, Furore, Giffoni Sei Casali, Giffoni Valle Piana, Maiori, Massa Lubrense, Minori, Montecorvino Pugliano, Montecorvino Rovella, Pellezzano, Piano di Sorrento, Pontecagnano Faiano, Positano, Praiano, Ravello, Salerno, San Cipriano Picentino, San Mango Piemonte, Sant'Agnello, Scala, Sorrento, Tramonti, Vico Equense, Vietri sul Mare.

La sede amministrativa era a Napoli.
Dal 15 maggio 2012 le Autorità di bacino regionale Destra Sele, Sinistra Sele  e l'Autorità interregionale del fiume Sele sono state accorpate nell'Autorità di bacino regionale Campania Sud ed interregionale per il bacino idrografico del fiume Sele.